# Joannes Henricus Paulus Bellefroid
Joannes Henricus Paulus Bellefroid (Hasselt, 15 februari 1869 - Nijmegen, 14 februari 1959) was een Belgisch jurist, eerst in België en daarna in Nederland.
Tot het einde van de Eerste Wereldoorlog was hij advocaat en docent in België. In het kader van de taalstrijd had hij zich toen beziggehouden met het vertalen van juridische teksten uit het Frans naar het Nederlands.
Hij speelde ook een maatschappelijke rol. Hij werd gemeenteraadslid (1895-1918) en schepen van onderwijs (1907-1912) in Hasselt, alsook provincieraadslid voor Limburg.
Na de Eerste Wereldoorlog, en na in 1920 opnieuw afgestudeerd te zijn als jurist, werd hij wederom advocaat in Utrecht. In 1923 werd hij tot hoogleraar benoemd aan de universiteit van Nijmegen. In 1929 werd hij ook rector magnificus aan deze universiteit. Als rector werd hij in 1930 opgevolgd door Engelbert Drerup.

## Activist
Bellefroid was al vanaf 1905 een uitgesproken pleitbezorger voor een volledige vernederlandsing van de universiteit van Gent en een geleidelijke vernederlandsing van de Katholieke Universiteit Leuven. Hij sprak zich hierover uit in 1905 op een congres van het Davidsfonds en in 1911 in de Limburgse provincieraad.
Tijdens de Eerste Wereldoorlog uitte hij zijn sympathie voor het activisme. Hij aanvaardde zitting te nemen in de Vlaamsche Mijnraad, een creatie van het Vlaamse 'ministerie' van arbeid en nijverheid. In november 1918 vluchtte hij naar Nederland en zette zich onmiddellijk aan het studeren om het Nederlandse rechtendiploma te verwerven.
In 1923 keerde hij tijdelijk naar België terug, omdat hij niet wilde bij verstek veroordeeld worden. Dit pakte gunstig uit voor hem, want het assisenhof van Tongeren sprak hem vrij en verleende hem eerherstel. Hij werd daardoor opnieuw lid van de Koninklijke Vlaamse Academie voor Taal- en Letterkunde.

## Publicaties
- Dictionnaire français-néerlandais des termes de droit, 1897.
- René VICTOR (ed.), Wetboeken en rechtstaal. Opstellen van wijlen Prof. J. H. P. Bellefroid, in: Vlaamse Rechtskundige Bibliotheek, 1962.